# Neige (film)
Pour plus de détails, voir Fiche technique et Distribution.
Pour les articles homonymes, voir Neige (homonymie).
Neige est un film français de Jean-Henri Roger et Juliet Berto sorti en 1981. Il a été nommé pour le César du meilleur premier film en 1982.

## Synopsis
À Pigalle, au début des années 1980, Anita, barmaid au grand cœur, se démène entre drogués, dealers, policiers et faune de la nuit. Willy, ancien professionnel de « full contact », aime Anita. Jocko est pasteur et Antillais. Tous trois vivent sur les huit cents mètres de boulevard entre Barbès et Pigalle. Vallès, le taxi, entre deux visites en prison à sa femme, rend service et, pour obtenir la mise en liberté provisoire de celle-ci, devient indic pour la police. Bobby, gavroche antillais du quartier, est dealer d'héroïne. Il va être tué par un policier de la brigade des stups. Cela va avoir des conséquences sur les consommateurs du quartier. Parmi eux, Betty, un travesti qui travaille dans un cabaret va se retrouver cruellement en manque. Alarmée par son état, Anita et ses deux amis vont tenter de remonter le réseau jusqu'au fournisseur principal, tout comme la police qui intensifie sa surveillance. Il s'agit de trouver au plus vite de l'héroïne. Indépendamment l'un de l'autre, Willy et Jocko vont se mettre en quête d'une dose pour soulager Betty.

## Fiche technique
- Titre : Neige
- Réalisation : Jean-Henri Roger et Juliet Berto
- Scénario : Juliet Berto, Jean-Henri Roger et Marc Villard
- Photographie : William Lubtchansky
- Montage : Yann Dedet
- Décors : Max Berto
- Musique : François Bréant et Bernard Lavilliers
- Assistant réalisateur : Alain Nahum
- Distribution : UGC
- Durée : 90 minutes
- Date de sortie : 20 mai 1981
- Date de reprise : 5 janvier 2022[1] (en copie restaurée[2],[3])

## Distribution
Sauf indication contraire, les informations mentionnées dans cette section peuvent être confirmées par la base de données cinématographiques IMDb,  présente dans la section « Liens externes ».
Source Allociné
- Juliet Berto : Anita
- Jean-François Stévenin : Willy
- Robert Liensol : Jocko
- Patrick Chesnais : le premier inspecteur
- Jean-François Balmer : le second inspecteur
- Ras Paul I Nephtali : Bobby
- Nini Crépon : Betty
- Paul Le Person : Bruno Vallès
- Anna Prucnal : Wanda Vallès
- Frédérique Jamet : Annie, la fille de Bruno et Wanda Vallès
- Raymond Bussières : Menendez, le projectionniste
- Michel Berto : l'aveugle
- Émilie Benoît
- Eddie Constantine : Pierrot, un client du bar
- Bernard Lavilliers : Franco
- Stella Rennela
- Dominique Maurin : le blond
- Gérard Zimmerman
- Maggy Bohringer : une gogo danseuse
- Carole Campays
- Toni Cecchinato
- Charlotte Maury-Sentier
- Jean-Pierre Bastid
- Okacha Touita

- Marco Prince : petit rôle (non crédité)

## Accueil critique
Dans Télérama, Fabienne Pascaud considère que « pour son premier long métrage, Juliet Berto a choisi de parler de son quartier », mais de manière bienveillante.

En mai 1981, dans Le Monde, Jacques Siclier salue « un film qui n'est ni académique, ni conformiste » : 

« Juliet Berto et Jean-Henri Roger se fichent de la morale. Ils mènent, sur une intrigue de "film noir" une aventure fiévreuse et généreuse où la fraternité, l'amitié des marginaux de la nuit l'emportent sur toute autre considération. […] Juliet Berto, Robert Lien-sol, Jean-François Thévenin ne "jouent" pas ces personnages. […] Ils ne se demandent pas si cela finira bien ou mal pour eux, ils agissent d'instinct. Et, puisqu'il s'agit de marginaux, a-t-on jamais vu un film français qui manifeste autant de compréhension, de chaleur humaine, de tendresse même envers la condition des travestis du spectacle nocturne ? Dans la loge de Betty, le tête-à-tête entre Nini Crépon et Juliet Berto est le moment de vérité le plus émouvant, le plus intense de ce film qui échappe à tous les stéréotypes. »

Jean Narboni, dans un article des Cahiers du cinéma, interprète le film comme faisant partie du cinéma réaliste poétique français pour l'amour du petit peuple et des marges.
Pour Hugo Dervisoglou, dans Jeune Cinéma, la réussite du film « tient surtout au fait que l'on s’attache vite à ses personnages, alors même que ceux-ci ne sont qu’esquissés, l’ensemble de leur passé étant renvoyé dans le hors champ, procédé contribuant à renforcer le caractère brut, pris sur le vif, de l’histoire. »

Lors de la reprise du film, en 2022, Frédéric Strauss écrit dans Télérama : 

« Lumières de Barbès, petits dealers, travestis, cinémas pornos, barmaid au grand cœur… En 1981, Neige, de Juliet Berto et Jean-Henri Roger, dressait le portrait d'un Paris interlope et bigarré alors méconnu. […]
Un polar-poème dans les lumières de Barbès, une aventure de cinéma un peu illuminée, visionnaire : aujourd’hui comme hier, Neige brille d’un feu incandescent… […] En mai 1981, […] cette fiction […] fait soudain surgir sur grand écran une réalité aussi ignorée que brûlante, un changement en train de se produire… »

Toujours en 2022, l'écrivaine Gabriela Trujillo écrit pour AOC : 

« On est loin de l'éclat du cinéma néobaroque de l’époque comme l’ont fait Beineix, Besson, ou même Carax. En fin de compte, il n’y a jamais d’héroïne dans Neige, simplement l’errance d’une femme un peu loufoque qui veut préserver à tout prix son idée simple de l’attachement. À toute morale, Neige préfère l’euphorie empirique de l’improvisation. Pourtant, le film est immensément délicat, décrivant les joies provisoires, fatalement déglinguées, du partage entre paumés. Juste un naturalisme aventureux, l’amour du quartier, la fantaisie pauvre des néons – et une énième bavure de la police, rien de plus. »

## Distinctions
- Prix du jeune cinéma au Festival de Cannes 1981
- Nommé en 1982 César du meilleur premier film[10]